# For the Summer
For the Summer é o primeiro álbum especial de verão do girl group sino-coreano Cosmic Girlsis. Foi lançado em 4 de Junho de 2019, pela Starship Entertainment e Yuehua Entertainment, e distribuída pela Kakao M.  Contém um total de 5 faixas, incluindo o single principal "Boogie Up".

## Antecedentes e lançamento
Em 19 de Maio de 2019 o grupo revelou, por meio de suas mídias sociais oficiais, de que estariam retornando com um álbum especial em 4 de Junho de 2019.
No dia do lançamento do álbum, o vídeo musical para o single principal "Boogie Up" também foi lançado.

## Lista de faixas
| N.º            | Título                   | Arranjo                                     | Duração |  |
| 1.             | "Boogie Up"              | Wonderkid 신쿵                              | 3:03    |  |
| 2.             | "Oh My Summer" (눈부셔)  | OLLIPOP Daniel Caesar                       | 3:27    |  |
| 3.             | "My Type"                | 영광의 얼굴들(FULL8LOOM), JAKE K(FULL8LOOM) | 3:11    |  |
| 4.             | "Let's Dance" (우리끼리) | MosPick                                     | 3:08    |  |
| 5.             | "Sugar Pop"              | OLLIPOP Caesar & Loui                       | 3:23    |  |
| Duração total: | Duração total:           | Duração total:                              | 16:20   |  |

## Tabelas
| Tabela (2019)              | Posição mais alta |
| -------------------------- | ----------------- |
| Álbuns Sul Coreanos (Gaon) | 1                 |

## Histórico de lançamento
| Região        | Data               | Formato             | Gravadora                                           |
| ------------- | ------------------ | ------------------- | --------------------------------------------------- |
| Coréia do Sul | 4 de Junho de 2019 | CD digital download | Starship Entertainment Yuehua Entertainment kakao M |
| Mundialmente  | 4 de Junho de 2019 | Download digital    | Starship Entertainment Yuehua Entertainment kakao M |